# Paul Nicklen

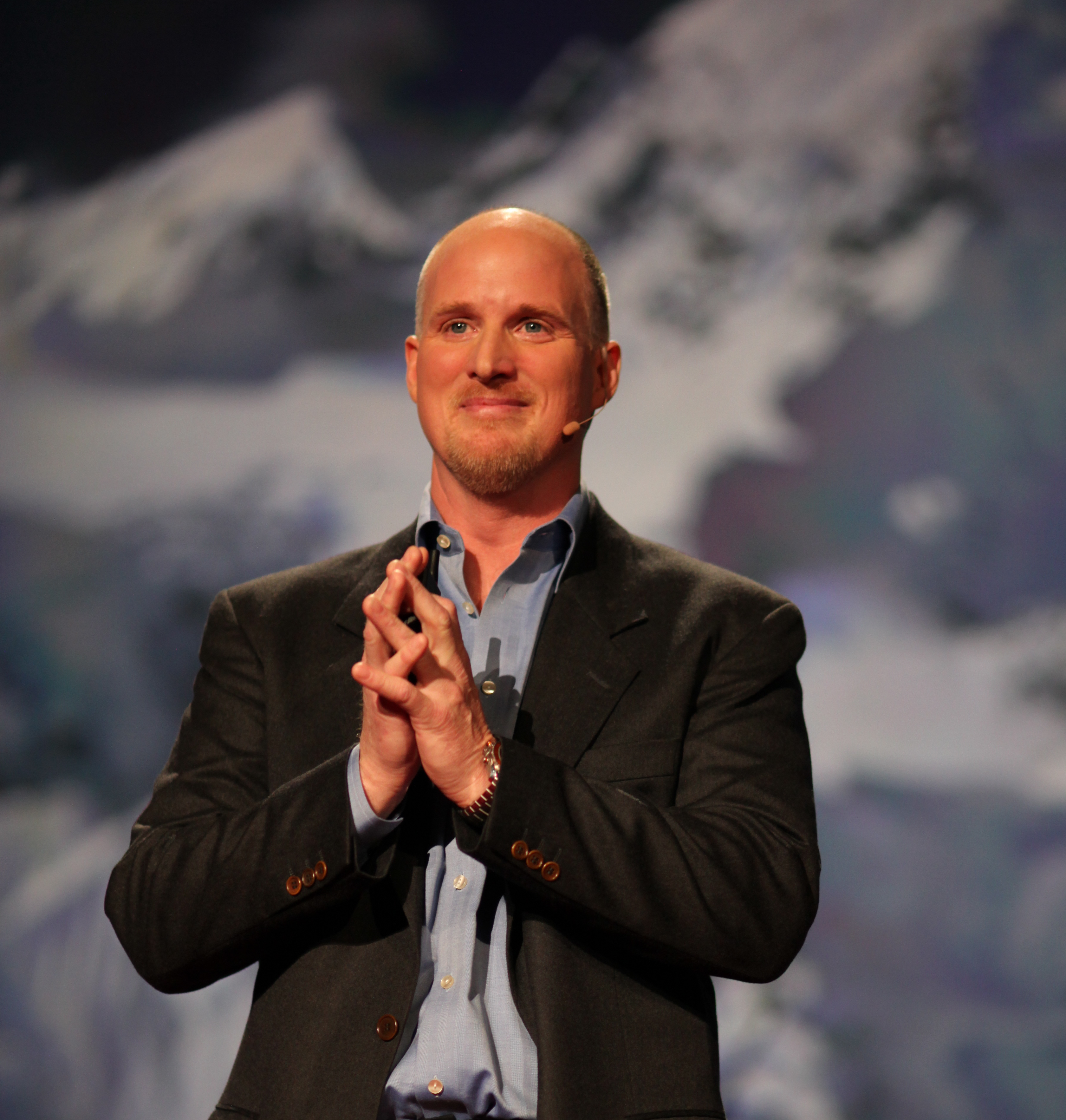

Paul Nicklen är en kanadensisk naturfotograf som bland annat har specialiserat sig på att fotografera natur och djurliv i Arktis, men även på andra ställen. Han växte upp i ett litet inuitsamhälle på Baffinön i Kanada.
Han har fotograferat för tidningar som National Geographic, Canadian Geographic, Rolling Stone och Time.
Paul Nicklen har vunnit en rad internationella priser, bland annat BBC Wildlife Photographer of the Year.
Nicklen har ägnat mycket tid åt att fotografera sjöleoparder i deras naturliga miljö. Det finns en berättelse om att en av dem till slut började att erbjuda Paul Nicklen pingviner.